# Ботевградски вал
Ботевградският вал е слабо изследвано военно-архитектурно съоръжение от Средновековието, разположено югозападно от Ботевград.

## Описание и история
Средновековен вал южно от село Врачеш се посочва в творчеството на археолога Рашо Рашев. Авторът се базира на данни от Карел Шкорпил, който по-рано получава сведения за този обект, но не успява да го идентифицира. Неясно остава устройството на вала, както и местоположението му.